# Lazar Savatić
Lazar Savatić (en serbe cyrillique : Лазар Саватић ; né le 24 mai 1914 à Ruma et mort le 26 juillet 1950 à Novi Sad), surnommé Metalac (Металац), était un Partisan communiste qui s'est battu pendant la Seconde Guerre mondiale. Il a reçu le titre de Héros national de la Yougoslavie le 2 octobre 1953.

## Biographie
Lazar Savatić est né le 24 mai 1914 à Ruma, une ville de Syrmie qui faisait alors partie de l'empire d'Autriche-Hongrie. Son père Petar était ouvrier dans l'industrie de la chaussure et il travailla plus tard en tant que concierge d'une école. Lazar effectua ses études élémentaires et suivit une formation de serrurier dans sa ville natale puis il travailla dans la métallurgie.
En 1938, après son service militaire, il devint ouvrier dans l'usine Zmaj de Zemun, qui fabriquait des avions. Il se lia avec des membres du mouvement ouvrier  et devint lui-même membre de l'Union des syndicats des travailleurs de Yougoslavie (en serbe : Ujedinjeni radnički sindikati Jugoslavije) qui participa à une grève des ouvriers de l'industrie aéronautique en 1940 ; cette grève fut suivie par près de 3 000 travailleurs et environ 1 300 d'entre eux furent arrêtés. Lazar Savatić et ses camarades de Zmaj, furent internés dans un camp situé près de Donja Trnava.
En 1941, après l'invasion de la Yougoslavie par les puissances de l'Axe, Lazar Savatić devint un membre actif du Mouvement de libération nationale, notamment au sein de l'usine d'avions Ikarus de Zemun. Il devint membre du Parti communiste de Yougoslavie (KJP) en janvier 1942 et il participa aux activités de la cellule du parti dans l'usine, organisant et effectuant ainsi plusieurs sabotages et coups de main à l'usine mais aussi à Zemun et dans sa région.
En octobre 1942, dans le Zemunski park, il tua un agent de la Gestapo et, en octobre 1943, avec le pilote Ivan Radosavljević, il assassina le chef tchetnik Milan Bajić, à qui l'on reprochait une collaboration active avec les nazis. Lazar Savatić exécuta également Martin Wolf, un oustachi qui avait commis de nombreuses exactions en Syrmie et, notamment, à Zemun et dans sa région ; au cours de l'opération, Lazar et son camarade Ivan Radosavljević furent blessés.
Fin 1943, Lazar Savatić fut directement rattaché à l'Armée population de libération de la Yougoslavie et il devint officier de renseignement auprès du Deuxième détachement de partisans de Syrmie, qui était à l'époque caché dans la forêt de Bosut. Par la suite, il fut officier de renseignement auprès de la Sixième brigade d'assaut de Voïvodine.
Après la libération de Novi Sad, en octobre 1944, Lazar Savatić devint le chef adjoint du Département de sécurité nationale (Odeljenja za zaštitu naroda ; en abrégé OZNA) et, en novembre 1946, il fut nommé chef de l'Administration de la sécurité de l'État (Uprave državne bezbednosti ; en abrégé : UDBA), la police secrète yougoslave, pour la région de Pančevo. Parmi ses actions figure la liquidation de la guérilla tchetnik à Dolovo, en 1948, opération au cours de laquelle il fut blessé. Il est mort à la suite de ses blessures le 26 juillet 1950 à Novi Sad.

## Honneurs et postérité
Lazar Savatić a reçu la médaille commémorative des partisans 1941 et, entre autres distinctions, il a été décoré de l'Ordre du Héros national le 2 octobre 1953.
L'école Lazar Savatić, à Zemun, créée en 1962, porte son nom.